# Rebild Kommune
Rebild Kommune ist eine dänische Kommune in der Region Nordjylland. Sie wurde gebildet aus den früheren Kommunen Støvring, Nørager (mit Ausnahme des Flurstücks Hannerupgård im Stenild Sogn, das zur Mariagerfjord Kommune kam) und Skørping im Nordjyllands Amt.
Rebild besitzt eine Gesamtbevölkerung von 30.908 Einwohnern (Stand 1. Januar 2023) und eine Fläche von 621,30 km². Der Sitz der Verwaltung ist in Støvring.

## Kirchspielsgemeinden und Ortschaften in der Kommune
Auf dem Gemeindegebiet liegen die folgenden Kirchspielsgemeinden (dän.: Sogn) und Ortschaften mit über 200 Einwohnern  (byområder (dt.: „Stadtgebiete“) nach Definition der Statistikbehörde); Einwohnerzahl am 1. Januar 2023, bei einer eingetragenen Einwohnerzahl von Null hatte der Ort in der Vergangenheit mehr als 200 Einwohner:
| Sogn                | Einwohner | Ortschaft                | Einwohner |
| ------------------- | --------- | ------------------------ | --------- |
| Binderup Sogn       | 240       |                          |           |
| Blenstrup Sogn      | 812       | Blenstrup                | 517       |
| Brorstrup Sogn      | 447       |                          |           |
| Buderup Sogn        | 9.410     | Støvring                 | 9.190     |
| Bælum Sogn          | 1.019     | Bælum                    | 727       |
| Durup Sogn          | 1.377     | Nørager                  | 1.147     |
| Fræer Sogn          | 294       |                          |           |
| Gerding Sogn        | 89        |                          |           |
| Gravlev Sogn        | 414       |                          |           |
| Grynderup Sogn      | 237       |                          |           |
| Haverslev Sogn      | 907       | Haverslev                | 784       |
| Kongens Tisted Sogn | 222       |                          |           |
| Lyngby Sogn         | 149       |                          |           |
| Ravnkilde Sogn      | 912       | Ravnkilde                | 341       |
| Rørbæk Sogn         | 540       | Rørbæk                   | 406       |
| Siem Sogn           | 109       |                          |           |
| Skibsted Sogn       | 317       |                          |           |
| Skørping Sogn       | 3.967     | Rebild Skørping          | 597 3.043 |
| Solbjerg Sogn       | 490       |                          |           |
| Stenild Sogn        | 367       | Stenild                  | < 200     |
| Store Brøndum Sogn  | 359       |                          |           |
| Suldrup Sogn        | 1.635     | Suldrup                  | 1.349     |
| Sønderup Sogn       | 630       | Sønderup                 | 204       |
| Sørup Sogn          | 557       | Sørup                    | 395       |
| Terndrup Sogn       | 1.827     | Terndrup                 | 1.671     |
| Torup Sogn          | 253       |                          |           |
| Veggerby Sogn       | 681       |                          |           |
| Øster Hornum Sogn   | 2.071     | Guldbæk Syd Øster Hornum | 200 1.076 |
| Aarestrup Sogn      | 559       |                          |           |

1. 1 2  
Stenild hatte 2011 erstmals weniger als 200 Einwohner, Sønderup 2022.

## Partnerschaften
Die Rebild Kommune unterhält folgende Städtepartnerschaften:
- Deutschland: Gelenau/Erzgeb.
- Volksrepublik China: Jiaxing